# Тундрино
Ту́ндрино (рос. Тундрино) — село у складі Сургутського району Ханти-Мансійського автономного округу Тюменської області, Росія. Входить до складу Тундринського сільського поселення.
Населення — 98 осіб (2010, 92 у 2002).
Національний склад станом на 2002 рік: росіяни — 83 %.